# Tlön, Uqbar, Orbis Tertius
Tlön, Uqbar, Orbis Tertius è un racconto dello scrittore argentino Jorge Luis Borges, scritto nel 1940. Raccolto in Finzioni (Ficciones), venne pubblicato per la prima volta sulla rivista argentina Sur; il poscritto del 1947 va considerato come scritto dal narratore sette anni dopo rispetto al tempo della storia.
Con 6500 parole è un racconto relativamente lungo per Borges. Uno dei concetti principali di Tlön, Uqbar, Orbis Tertius sostiene che le idee in definitiva si manifestino nel mondo fisico e la storia è considerata come una discussione parabolica dell'idealismo berkeleyano; per certi aspetti è anche una protesta contro i totalitarismi.
Tlön, Uqbar, Orbis Tertius ha la struttura di un racconto giallo ambientato in un mondo che sta impazzendo. Per quanto sia breve, allude a molti intellettuali di spicco in Argentina e, in generale, nel mondo; le idee trattate appartengono agli ambiti del linguaggio, dell'epistemologia e della critica letteraria.

## Trama
Nel riassunto che segue, le citazioni fanno riferimento al mondo del racconto, non a quello reale. Conseguentemente, ai personaggi storici potrebbero essere attribuite azioni che non hanno compiuto nel mondo reale.
In Tlön, Uqbar, Orbis Tertius l'articolo di un'enciclopedia riguardo a un misterioso paese di nome Uqbar è il primo indizio dell'esistenza di Orbis Tertius, grande cospirazione di intellettuali per immaginare (e poi creare) un nuovo mondo, Tlön. Nel corso della storia, il narratore incontra artefatti di Orbis Tertius e Tlön; prima della fine della storia, il mondo si sta trasformando in Tlön.
Il racconto si apre con una narrazione in prima persona, a opera di un "alter ego" dello stesso Borges. Gli eventi sono rivelati all'incirca con lo stesso ordine nel quale vengono conosciuti dal narratore. La parte più rilevante del racconto è quella scritta nel 1940; il poscritto è opera dello stesso narratore, che scrive, rispetto al tempo della storia, sette anni dopo. Il racconto si volge all'incirca tra il 1935 e il 1947; la trama riguarda però eventi che vanno indietro fino al XVII secolo e culminano nel 1947.
Nella storia Uqbar appare inizialmente come un'oscura regione dell'Iraq o dell'Asia Minore. In una conversazione casuale con Borges, Bioy Casares ricorda che un eresiarca (a capo di una setta eretica) "aveva dichiarato che gli specchi e la copula sono abominevoli, perché moltiplicano il numero degli uomini". Borges, colpito da quella "memorabile frase", chiede quale sia la sua origine; Bioy Casares fa allora riferimento all'articolo su Uqbar dell'Anglo-American Cyclopaedia, descritta come "una ristampa letterale, ma anche prolissa, dell'Enciclopedia Britannica del 1902". Emerge che Uqbar è citata soltanto nella pagina finale di un singolo volume dell'enciclopedia e che la pagina su Uqbar compare in alcune copie del lavoro, ma non in altre.
Borges, il narratore, è portato attraverso un labirinto bibliografico mentre prova a verificare l'effettiva esistenza o meno di Uqbar. In particolare, è attirato da una frase nell'articolo dell'enciclopedia: "la letteratura di Uqbar era di carattere fantastico [...] e le sue epopee non si riferivano mai alla realtà, ma alle due regioni immaginarie di Mlejnas e Tlön".
Una breve digressione naturalistica riguardo Herbert Ashe, amico del padre di Borges, porta la storia di Borges a ottenere un artefatto più considerevole legato alla vicenda (uno degli oggetti sempre più importanti e sorprendenti che appariranno nel corso della storia): quello che è apparentemente l'undicesimo volume di un'enciclopedia dedicata a Tlön. In due pagine è riportato "un timbro ovale, turchino, con questa iscrizione: Orbis Tertius".
A questo punto la storia di Tlön, Uqbar e Orbis Tertius si diffonde tra il gruppo di amici e conoscenti di Borges, mentre studiosi come Néstor Ibarra si chiedono se il libro sia stato scritto da solo o se invece presuppone l'esistenza di un'enciclopedia completa su Tlön; si fa strada anche la proposta di provare a ricostruire la storia, la cultura e anche la lingua di quel mondo.
Ciò porta a discussione estesa sulle lingue, la filosofia e, in particolare, l'epistemologia di Tlön, che rappresenta il momento centrale del racconto. In maniera appropriata gli abitanti di Tlön, multiplo immaginario - è una costruzione di fantasia dentro una storia di fantasia - sostengono una forma estrema di idealismo berkeleyano, che nega la realtà del mondo. Il loro mondo "non è un concorso di oggetti nello spazio; è una serie eterogenea di atti indipendenti". Una delle lingue immaginarie di Tlön è priva di sostantivi, ma ha "verbi impersonali, qualificati da suffissi (o prefissi) monosillabici con valore avverbiale". Borges, traduce la nostra frase "Sorse la luna sul fiume" nella lingua di Tlön con hlör u fang axaxaxas mlö, che letteralmente significa "verso su dietro semprefluire luneggiò" (Borges riporta la traduzione inglese: Upward, behind the onstreaming, it mooned). Andrew Hurley, uno dei traduttori inglesi di Borges, ha scritto un racconto nel quale dice che le parole axaxaxas mlö possono essere pronunciate soltanto come se fossero la crudele, derisoria risata dell'autore. In un'altra lingua di Tlön "la cellula primordiale non è il verbo, ma l'aggettivo monosillabico. Il sostantivo si forma per accumulazione di aggettivi. Non si dice luna: si dice aereo-chiaro sopra scuro-rotondo, o aranciato-tenue-dell'altoceleste, o qualsiasi altro aggregato".
In un mondo nel quale non ci sono nomi (o sono comunque composti con altre parti del discorso, creati e cancellati in base a un capriccio) e non ci sono oggetti, la maggior parte della filosofia occidentale diventa impensabile. Senza nomi ai quali riferirsi per formulare proposizioni, non ci può essere alcun ragionamento deduttivo a priori che parta dai principi primi. Senza la storia, non ci può essere alcuna teleologia (che mostra uno scopo divino che si sviluppa nel mondo). Se non c'è la possibilità di osservare lo stesso oggetto in momenti diversi non c'è la possibilità di alcun ragionamento induttivo a posteriori (che generalizza dall'esperienza). L'ontologia è un concetto alieno. Tlön è un mondo di idealismo berkeleyano con un'esclusione critica: manca dell'onnipresente, percipiente divinità sulla quale Berkeley faceva affidamento come punto di vista che esigeva un mondo internamente consistente. Questo mondo infinitamente mutabile è allettante per una mente giocosa, e le sue "tigri trasparenti e [...] torri di sangue", attraggono una mente più bassa, ma una visione del mondo simile a quella di Tlön chiede di negare quella che normalmente sarebbe considerata la realtà del senso comune.
Nell'anacronistico poscritto il narratore e il mondo hanno appreso, grazie alla scoperta di una lettera, che Uqbar e Tlön sono luoghi inventati, l'opera di una "società segreta e benevola" creata nel XVII secolo, che contava anche Berkeley tra i suoi membri (anche se la società segreta fa parte della finzione di Borges, Berkeley e gli altri membri citati sono personaggi storici). Il narratore apprende che, non appena cominciò il lavoro della società, fu subito chiaro che in una sola generazione non sarebbe stato possibile articolare l'intero paese di Uqbar. Ogni maestro decise quindi di scegliere un discepolo che avrebbe portato avanti il suo lavoro e anche perpetuato questa struttura ereditaria. Dopo due secoli nei quali la società era riuscita a far perdere le proprie tracce, era discepolo della confraternita Ezra Buckley, personaggio inventato. Buckley era un eccentrico milionario di Memphis, nel Tennessee, che rideva della modestia del progetto. Egli proponeva al suo posto l'invenzione di un pianeta, Orbius Tertius, con precise condizioni: il progetto avrebbe dovuto essere tenuto segreto, sarebbe stata realizzata un'enciclopedia dell'immaginario pianeta di Tlön e l'intera opera non avrebbe dovuto patteggiare "con l'impostore Gesù Cristo" (e quindi con il Dio di Berkeley). Buckley venne coinvolto nel 1824. Nei primi anni quaranta - dunque nel futuro, rispetto a quando Borges scrive il racconto - il progetto di Tlön ha cessato di essere segreto e sta cominciando a diffondere il proprio universo. Iniziando intorno al 1942, in quello che all'inizio appare come una svolta magica, cominciano a comparire nel mondo reale oggetti provenienti da Tlön. Mentre più tardi siamo portati a considerarli dei falsi, devono ancora essere i progetti di una scienza e una tecnologia segrete. Quando a Memphis vengono poi anche ritrovati i quaranta volumi della prima Enciclopedia di Tlön l'idea stessa di Tlön comincia inarrestabilmente a sopraffare e sradicare le culture già esistenti del mondo reale.
Come digressione, l'undicesimo volume dell'Enciclopedia completa non è del tutto uguale alla versione precedente del singolo undicesimo volume: manca di alcune "improbabili caratteristiche" come "la moltiplicazione degli hrönir". Scrive Borges: "È probabile che queste cancellature fossero coinvolte nel piano di progettazione di un mondo che non fosse troppo incompatibile con il mondo reale". La realtà materiale potrebbe ricevere dalle idee una nuova forma, ma apparentemente non senza resistenza.
Mentre il finto Borges e i suoi colleghi accademici inseguono le loro interessanti speculazioni riguardo l'epistemologia, la lingua e la letteratura di Tlön, il resto del mondo gradualmente viene a conoscenza del progetto e comincia ad adottare la cultura di Tlön (caso estremo di idea che influenza la realtà). Nell'epilogo, ambientato nel 1947, la Terra sta diventando Tlön. Il finto Borges è sconvolto dall'inaspettato corso degli eventi, elemento del racconto che i critici Emir Rodríguez Monegal e Alastair Reid sostengono sia da considerare come una metafora per i totalitarismi che già si stavano sviluppando in Europa al momento della stesura del racconto. La loro osservazione sembra solo una piccola estrapolazione da un passaggio che precede la fine della storia: "Dieci anni fa, bastava una qualunque simmetria con apparenza di ordine - il materialismo dialettico, l'antisemitismo, il nazismo - per mandare in estasi la gente. Come, allora, non sottomettersi a Tlön, alla vasta e minuziosa evidenza di un pianeta ordinato? Inutile rispondere che anche la realtà è ordinata".
Alla fine della storia, Borges è concentrato su una sua ossessione: la traduzione in spagnolo dell'Urn Burial, di Thomas Browne. Probabilmente è meno importante di Tlön, ma almeno appartiene a questo mondo.

## Tematiche principali

### Temi filosofici
Il racconto gioca in chiave fantastica con molti temi filosofici, uno su tutti il tentativo di immaginare un mondo (Tlön) nel quale l'idealismo filosofico di Berkeley (XVIII secolo) è considerato comune buon senso, mentre la dottrina del materialismo è considerata un'eresia, uno scandalo, un paradosso. Descrivendo le lingue di Tlön il racconto gioca anche sulla domanda dell'epistemologia su come siano possibili influenze del linguaggio sui pensieri. La storia contiene anche molte metafore sul modo in cui le idee influenzano la realtà. Quest'ultimo tema dapprima è analizzato con chiarezza, descrivendo oggetti reali la cui esistenza è dovuta alla forza dell'immaginazione, mentre poi l'analisi si fa più oscura, non appena il fascino dell'idea di Tlön comincia a impedire di prestare adeguata attenzione alla realtà della Terra.
Molto nel racconto si lega all'idealismo filosofico di Berkeley, forse meglio conosciuto per la domanda se, in una foresta, un albero che cade senza essere visto faccia o meno rumore. Berkeley, vescovo anglicano, rispose alla domanda in maniera per lui soddisfacente dicendo che c'è un rumore perché Dio è sempre lì per sentirlo. La filosofia di Berkeley privilegia le percezioni sopra ogni idea della "cosa in sé". Kant accusò Berkeley di andare così lontano da negare la realtà oggettiva.
Nell'immaginario mondo di Tlön, il senso comune è un esagerato idealismo berkeleyano dal quale è assente Dio. Il modo di pensare considera d'importanza primaria le percezioni e nega l'esistenza di qualunque realtà di fondo. Dopo la parte principale del racconto, immediatamente prima del poscritto, Borges porta ciò fino al suo logico punto di rottura immaginando che "talvolta pochi uccelli, un cavallo, salvarono le rovine di un anfiteatro", continuando a percepirlo. Oltre a commentare la filosofia di Berkeley, questo e altri aspetti del racconto possono essere considerati la descrizione dell'abilità di influenzare la realtà da parte delle idee. Ad esempio, in Tlön ci sono degli oggetti, gli hrönir, che si creano quando due persone trovano lo "stesso" oggetto perduto in posti diversi.
Borges immagina l'abitante di Tlön escogitare la sua soluzione al problema del solipsismo, ragionando che se tutte le persone sono in realtà aspetti di un solo essere, allora probabilmente l'universo è consistente, perché tale essere è consistente nel suo immaginare. Questa è, di fatto, praticamente una ricostruzione del Dio di Berkeley: magari non onnipresente ma capace di tenere insieme tutte le percezioni che effettivamente si verificano.
Non è soltanto in questo racconto che Borges affronta il tema dell'idealismo di Berkeley e la fenomenologia di Husserl, che privilegia gli aspetti psicologici rispetto a quelli più propriamente fisici e dichiara la realtà oggettiva come inconoscibile. Nel saggio Nuova confutazione del tempo (1947), come nel mondo di Tlön, c'è una negazione dello spazio, del tempo e dell'io individuale." Questa visione del mondo non si limita a escludere la realtà oggettiva, ma la parcellizza in tutta la sua successione di istanti. Anche la continuità del sé individuale è messa in discussione.
Scrive Borges "I metafisici di Tlön non cercano la verità, e neppure la verosimiglianza, ma la sorpresa. Giudicano la metafisica un ramo della letteratura fantastica". Come se stesse anticipando il relativismo estremo di certo postmodernismo o stesse semplicemente prendendosi gioco di quelli che prendono la metafisica troppo sul serio.

### Temi letterari
La storia inoltre anticipa, su scala ridotta, diverse idee-chiave che furono più tardi sviluppate nelle opere di Vladimir Nabokov. A un certo punto Borges propone a Adolfo Bioy Casares di scrivere un racconto in prima persona, usando un narratore che omette o altera quanto accade e che cade in svariate contraddizioni, anticipando così la strategia dei romanzi Lolita (1955) e Fuoco pallido (1962) di Nabokov. Allo stesso tempo, l'ossessione per Tlön nella storia di Borges anticipa il tema centrale di un'altra opera di Nabokov, Ada o ardore: una cronaca familiare (1969) dove il narratore ha un'ossessione simile per "Terra". In entrambe le opere, i protagonisti dei romanzi sono ossessionati da un mondo immaginario (Tlön/Terra) al punto tale da essere più interessati alla finzione che alla realtà. Il parallelo, tuttavia, non è perfetto: nella storia di Borges, il mondo del narratore è sostanzialmente il nostro mondo, e Tlön è una finzione che gradualmente si inserisce al suo interno; nel romanzo di Nabokov, il mondo del narratore è un mondo parallelo e "Terra" è la nostra Terra, percepita erroneamente come un posto dove prosperano la pace e la felicità.
Nel contesto del mondo immaginario di Tlön, Borges descrive una scuola di critica letteraria che arbitrariamente assume che le due opere sono scritte dalla stessa persona e, basandosi su questo, elabora delle deduzioni sull'ipotetico autore. Nella storia si parla anche del tema dell'amore per i libri, e in particolare per le enciclopedie e gli atlanti, libri che, in qualche modo, possono essere considerati loro stessi un mondo.
Come in molte altre opere di Borges, la trama corre lungo il confine tra finzione e realtà. Essa menziona diverse personalità realmente esistite (se stesso, il suo amico Bioy Casares, Thomas de Quincey e altri) ma spesso attribuisce aspetti fantastici ad esse; la storia contiene anche numerosi personaggi inventati e altri la cui esistenza è dubbia.

### Altri temi
Per quanto questi possano sembrare già tanti elementi per un racconto breve, Tlön, Uqbar, Orbis Tertius considera anche molti altri temi correlati. Il racconto comincia e finisce con i risultati di riflessi, repliche e riproduzioni - sia perfetti che imperfetti - e la domanda collegata sul potere del linguaggio e delle idee di fare e rifare il mondo.
All'inizio del racconto abbiamo un "inquietante" e "mostruoso" specchio che riflette la stanza, una ristampa "non meno letterale che noiosa" (e probabilmente plagiata) dell'Enciclopedia Britannica, una citazione imprecisa di Bioy Casares, e il dubbio che copie diverse di uno stesso libro abbiano davvero sempre lo stesso contenuto. Nel finale Borges continua a lavorare su un'"incerta traduzione" in spagnolo di un lavoro in lingua inglese di Thomas Browne, mentre il potere delle idee di "una sparsa dinastia di solitari" sta ricreando il mondo a immagine di Tlön.
Nel prosieguo si incontrano specchi di pietra; l'idea di ricostruire un'intera enciclopedia di un mondo immaginario basato su un singolo volume; l'analogia tra questa enciclopedia e un "cosmo" governato da "rigorose leggi"; una visione del mondo nella quale le nostre normali nozioni di "cose" intese come oggetti concreti sono respinte, ma "gli oggetti ideali abbondano, invocati e dissolti momentaneamente, in accordo alle necessità poetiche"; l'Universo concepito come la "scrittura a mano di un dio minore, usata per comunicare con i demoni" o un "sistema crittografico in cui non tutti i segni hanno un valore, e che solo è vero ciò che accade ogni trecento notti"; i hrönir, copie di oggetti creati dalla dimenticanza e della distrazione, di cui "quelli di undicesimo grado hanno una purezza di forma che gli originali non possiedono, ma il hrön di dodicesimo grado comincia già di nuovo a decadere "; il desiderio di Ezra Buckley "di dimostrare a un Dio non esistente la capacità degli uomini mortali di concepire un mondo".

## Realtà e finzione inTlön, Uqbar, Orbis Tertius
In questo racconto non è affatto facile distinguere realtà e finzione. Il quadro è ulteriormente complicato dal fatto che altri autori (sia su carta che sul web) hanno scelto di prendere parte al gioco di Borges e parlare di uno degli aspetti inventati del racconto come se fossero reali o in maniera tale da poter essere confusi da un lettore sprovveduto. Alcuni esempi sul web sono:
- La biblioteca di Uqbar, che tratta Tlön come un mondo in sé inventato, ma scrive come se la totalmente inventata History of the Land Called Uqbar, di Silas Haslam, fosse reale[10].

Come risultato, si ha che il semplice riferimento a un luogo o a una persona in Tlön, Uqbar, Orbis Tertius in un contesto apparentemente slegato dal racconto di Borges non è sufficiente per essere sicuri dell'esistenza di quel luogo o personaggio. Basti pensare alla discussione riguardante Herbert Ashe.
Secondo un articolo di Alan White, professore di filosofia presso il Williams College, l'Anglo-American Cyclopaedia esiste veramente ed è più o meno come la descrive Borges, sebbene sia una ristampa della nona edizione dell'Enciclopedia Britannica e non (come detto nel racconto) della decima. Nella nona edizione di entrambe le enciclopedie un volume termina con la voce Upsala e il successivo comincia con Ural-Altaic languages. Uqbar, se fosse esistita, sarebbe stata compresa tra queste due voci. Nell'undicesima edizione dell'Enciclopedia Britannica, la preferita di Borges, c'è in mezzo un articolo sui diversi significati di Ur, tra i quali anche il nome di una divinità minore dello gnosticismo.

### Livelli di realtà
Nel racconto ci sono molti livelli di realtà (e irrealtà):
- la maggior parte dei personaggi citati nel racconto sono reali, ma gli eventi nei quali sono coinvolti sono perlopiù inventati, così come alcuni dei lavori ad essi attribuiti. Si parla dettagliatamente di ciò nella sezione Personaggi veri ed immaginari.
- la maggior parte del racconto è ambientata in un mondo realistico; nel poscritto, elementi magici sono entrati nel mondo del narratore. La parte più lunga può quindi essere considerata come un documento falso; il poscritto dissolve l'illusione.
- dal punto di vista del mondo della storia, la terra di Uqbar è fittizia. La finta voce su Uqbar della Anglo-American Cyclopaedia dimostra, dentro il racconto, di essere una finta voce.
- Mlejnas (ma anche Tlön, non appena introdotta per la prima volta) è fittizia se vista da Uqbar. Nel corso della storia, Tlön diventa sempre più "reale": prima da una finzione di Uqbar si trasforma in una finzione del mondo stesso del narratore, poi comincia (prima solo idealmente, poi fisicamente) subentrando nel mondo fino a minacciare di annullare la normale realtà.

### Luoghi veri e immaginari
Sebbene la cultura di Uqbar descritta da Borges sia inventata, ci sono due luoghi reali con nomi simili:
- la città medievale di ‘Ukbarâ sulla sponda sinistra del fiume Tigri, tra Samarra e Baghdad, nell'odierno Iraq. In questa città ha vissuto il grande filologo e studioso delle religioni Al-‘Ukbarî (ca. 1143–1219) - cieco, come il padre di Borges e come Borges stesso più tardi - e due "eresiarchi", capi del movimento ebraico del Caraismo, Ishmael al-Ukbari e Meshwi al-Ukbari, menzionati nella Enciclopedia Ebraica (Jewish Encyclopedia) del 1901–1906.
- ‘Uqbâr nelle montagne dell’Atlante in Algeria; i minareti di questa località potrebbero essere collegati agli obelischi di Uqbar del racconto.

Mentre non esistono chiari riferimenti a Tlön, l'inusuale gruppo di consonanti tl- all'inizio della parola esiste nella lingua berbera (ad esempio nella località chiamata Tlemcen) e nell'arabo parlato nel Maghreb. Il berbero è parlato in alcune zone dell'Algeria, inclusa la valle di M'zab, patria di uno dei referenti di Uqbar.
"Orbis Tertius", parola latina che può significare "terzo mondo", "terzo cerchio", o "terzo territorio" non appare essere un preciso riferimento geografico, né tanto meno sembra avere relazione con il terzo cerchio dell'inferno dantesco, riservato ai golosi. L'interpretazione più probabile è che sia riferita all'orbita della Terra intorno al Sole, che è la terza dopo quelle di Mercurio e Venere.
Nella realtà grammaticale latina "orbis" è talvolta (in Venanzio Fortunato) genitivo e potrebbe significar quindi "del mondo", "del cerchio". "Orbis tertius" significherebbe quindi "il terzo del mondo" dove "terzo", essendo maschile, non indica "la terza cosa" ma piuttosto "il terzo uomo". Il significato esatto dal latino classico resta comunque "il terzo mondo".
Che si possa trattare di un errore di Borges è cosa alquanto improbabile. Potrebbe, meno improbabilmente, trattarsi di un gioco di parole simile a quello riportato da Umberto Eco (grande estimatore di Borges) nel suo romanzo Il nome della rosa, dove "primum et septimum de quatuor" deve essere interpretato come "il primo ed il settimo (carattere) della parola quatuor". In tal caso, con non poca forzatura visto che signum (carattere) è neutro, si avrebbe "il terzo (carattere) della parola orbis", ovvero la 'B' di Borges.
Infine, accettando proprio questa forzatura, si potrebbe tornare al significato di "la terza parte del mondo", che rappresenterebbe la totalità delle terre emerse (che assommano a circa un terzo della superficie totale della Terra) o, in alternativa, l'Asia la cui superficie occupa circa un terzo di tutte le terre emerse, viste come il mondo.
I bassopiani di Tsai Khaldun sono senza dubbio un tributo al grande storico Ibn Khaldun, che visse per un certo periodo in Andalusia; si occupò principalmente della storia dell'Africa del Nord e fu probabilmente un riferimento per Borges. "Khaldun", poi, significa "montagna" in lingua mongola, mentre "tsai" in cinese sta per "verza" o "verde fogliame".
Altri luoghi citati nel racconto - il Khorasan, l'Armenia ed Erzurum, rispettivamente in Iran, Medio Oriente e Turchia, così come varie altre località europee e americane - sono reali. Il delta dell'Axa, citato con i bassopiani di Tsai Khaldun, sembra invece fittizio.

### Personaggi veri e immaginari
Elencati nell'ordine della loro apparizione nella storia:
- Adolfo Bioy Casares - vero, scrittore argentino, amico e frequente collaboratore di Borges, col quale ha scritto, sotto lo pseudonimo di Bustos Domecq, i Seis problemas para don Isidro Parodi (trad. it. di Vanna Brocca, Sei problemi per don Isidro Parodi, Roma, Editori Riuniti, 1978; Studio Tesi, 1990).
- Smerdis - il racconto si riferisce a l'impostore, il Mago Smerdis. Dopo la morte del vero Smerdis (figlio di Ciro il Grande di Persia) un prete mago, di nome Gaumata, lo impersona con successo per alcuni mesi e guida il paese nei suoi panni.
- Justus Perthes - vero, fondatore nel Settecento di una casa editrice tedesca che porta il suo nome, senza dubbio, il racconto è accurato quando specifica che negli atlanti Perther non ci sono menzioni di Uqbar.
- Carl Ritter - uno dei fondatori della geografia moderna. Nel racconto, Borges osserva l'assenza della menzione di Uqbar nel suo catalogo cartografico Erdkunde.
- Bernard Quaritch - un libraio londinese dell'Ottocento. Esiste ancora la libreria con il suo nome. Nel racconto, il suo catalogo contiene il libro di Silas Haslam, History of the Land Called Uqbar.
- Silas Haslam - sembra sia del tutto immaginario: "Haslam" era il nome da nubile della nonna materna di Borges. Nel racconto, insieme a History of the Land Called Uqbar del 1874, una nota ci informa che Haslam è l'autore di Una storia generale dei labirinti[11].
- Johannes Valentinus Andreae - teologo tedesco, il vero autore di Chymische Hochzeit Christiani Rosencreutz del 1459, uno dei tre testi fondamentali dei Rosacrociani, ma non anche di Lesbare und lesenswerthe Bemerkungen über das Land Ukkbar in Klein-Asien che gli è attribuito nel racconto.
- Thomas de Quincey - famoso per i suoi testi autobiografici Le confessioni di un mangiatore d'oppio e Reminiscences of the English Lake Poets. Citato di sfuggita per la sua menzione di Johannes Valentinus Andreä.
- Carlos Mastronardi - scrittore argentino, membro del gruppo Martín Fierro (conosciuto anche come Gruppo Florida) e caro amico di Borges. Nel racconto, trova una copia dell'Anglo-American Cyclopaedia che omette le pagine su Uqbar.
- Herbert Ashe - probabilmente immaginario, basato su uno o più amici inglesi del padre di Borges.
- Néstor Ibarra, Ezequiel Martínez Estrada e Pierre Drieu La Rochelle - tutti scrittori, descritti nel racconto come coinvolti in un litigio sulla scoperta della Prima Enciclopedia di Tlön, il volume XI, da Hlaer a Jangr, dimostra implicitamente l'esistenza degli altri volumi, ai quali fa riferimento. Ibarra è stato un famoso poeta argentino (e traduttore di Borges in francese); Estrada, anche lui argentino, è stato l'autore di Muerte y transfiguración de Martín Fierro, un importante saggio sulla letteratura argentina dell'Ottocento. Drieu La Rochelle, che ha tentato il suicidio dopo che si è saputo della sua collaborazione con i nazisti durante l'occupazione della Francia, è stato uno dei pochi stranieri a collaborare a Sur, giornale di Victoria Ocampo, al quale Borges contribuiva regolarmente.
- Alfonso Reyes - Diplomatico messicano che ha lavorato per un periodo in Argentina. Nel racconto, propone di ricreare i volumi mancanti della Prima Enciclopedia di Tlön.
- Il filosofo Gottfried Leibniz è menzionato velocemente, e David Hume per avere trovato Berkeley "unanswerable but thoroughly unconvincing" (senza possibile risposta, ma in fondo nemmeno convincente).
- Il vescovo George Berkeley, un motore del racconto, è stato il fondatore della scuola moderna dell'idealismo filosofico.
- Xul Solar - nome adottato da Oscar Agustín Alejandro Schulz Solari, esoterico argentino, e soprattutto inventore di linguaggi. Nel mondo reale è stato un collaboratore di Borges, membro del Gruppo Florida. Nel racconto, traduce con accuratezza uno dei linguaggi dell'emisfero australe di Tlön.
- Alexius Meinong - psicologo e filosofo austriaco, autore di Gegenstandstheorie ("La teoria degli oggetti"), dove scrive ampiamente sulla nozione di oggetto che esiste soltanto nella nostra mente; si allude alle sue teorie nel modo di spiegare i linguaggi dell'emisfera boreale di Tlön. Probabilmente, Borges conosce da dove ha preso l'idea di questa famiglia di linguaggi.
- Bertrand Russell - filosofo britannico. In una nota, il racconto si riferisce (accuratamente) alla sua teoria che (con le parole di Borges) "il nostro pianeta è stato creato da appena qualche momento, e fornito di un'umanità che 'ricorda' un passato illusorio."
- Baruch Spinoza - filosofo olandese/portoghese ebreo, citato con accuratezza: "Spinoza attribuisce alla sua inesauribile divinità i modi del pensiero e dell'estensione."
- Allo stesso modo, l'uso nel racconto della frase in tedesco Philosophie des Als Ob probabilmente si riferisce al filosofo Hans Vaihinger, il cui libro (la prima edizione è del 1911) porta avanti l'ipotesi che alcuni concetti umani altro non sono che utili finzioni.
- Zenone di Elea - Borges allude al filosofo greco antico per i suoi paradossi che negano la possibilità di movimento, basandosi sull'indivisibilità del tempo.
- Arthur Schopenhauer - come Meinong. Il filosofo è conosciuto, in questo caso per Parerga und Paralipomena, che Borges (mentendo in apparenza) pretende parallelo al "panteismo idealista" di Tlön. Questo è in realtà l'idealismo assoluto del rivale di Schopenhauer, Georg Wilhelm Friedrich Hegel, il quale deriva dal panteismo di Spinoza. Schopenhauer non afferma l'esistenza di un unico soggetto e che questo soggetto è in ogni essere nell'universo; al contrario, egli afferma che ogni individuo che percepisce è un soggetto unico, con il proprio punto di vista sugli oggetti che incontra. Probabilmente l'affermazione di Borges sull'importanza di conservare le basi psicologiche delle scienze è un riferimento ironico alla necessità di conservare le basi scientifiche della psicologia.
- William Shakespeare - sembra non avere bisogno di spiegazioni. Borges ne allude soltanto, senza rielaborarlo.
- Gunnar Erfjord - presumibilmente non è una persona reale. Il suo nome è una combinazione tra Gunnar Lange e Berta Erfjord, i genitori della scrittrice argentina Norah Lange, membro del gruppo Martín Fierro. All'inizio del post scriptum del racconto, una lettera da Gunnar Erfjord fa chiarezza sul mistero di una società segreta e benevola che sorse per inventare Tlön. Probabilmente è sempre lui il "Norvegese in Rio Grande do Sul" menzionato prima nel racconto.
- Charles Howard Hinton - eccentrico matematico britannico, associato ai teosofisti; Borges in seguito editò e scrisse un prologo per una traduzione dei romanzi scientifici di Hinton, e ne allude anche nel racconto Hay más cosas, nel Libro di sabbia (1975). In "Tlön...", la lettera da Gunnar Erfjord è trovata "in un volume di Hinton", probabilmente invocato per il suo interesse sulle altre dimensioni e i mondi paralleli.
- George Dalgarno - intellettuale scozzese del Seicento con un grande interesse per la linguistica, inventore di un linguaggio per sordomuti (vedi anche Ars magna). Borges ne allude, come membro, insieme a Berkeley, di una società segreta che mette in moto la storia del doppiamente finto Uqbar (e del triplamente finto Tlön).
- Ezra Buckley - un benefattore americano eccentrico che espande la scala dell'impresa Uqbar fino al finanziare l'enciclopedia Tlönista, è del tutto inventato. È stato suggerito che fosse un'allusione a Ezra Pound.
- María Lidia Lloveras - argentina, sposata in un'antica famiglia nobile francese, diventa Principessa de Faucigny Lucinge. Ha vissuto a Buenos Aires ed era amica di Borges. Nel racconto, trova uno dei primi oggetti originari di Tlön che appaiono nel nostro mondo.
- Enrique Amorim - romanziere uruguayano. Nel racconto, insieme a Borges, è il testimone che le monete di Tlön sono cadute dalla tasca di un uomo morto.
- Francisco de Quevedo - Romanziere picaresco e poeta barocco, Borges vi allude per il suo stile di scrittore.
- Thomas Browne - medico e saggista inglese del Seicento, è il vero autore di Urn Burial, che alla fine del racconto l'immaginario Borges traduce senza tuttavia alcuna intenzione di pubblicarlo.

## Tlön, Uqbar, Orbis Tertiusnella vita e nell'opera di Borges
Tlön, Uqbar, Orbis Tertius fa parte della raccolta di racconti Il giardino dei sentieri che si biforcano (El jardín de senderos que se bifurcan), pubblicata nel 1941. Questo libro, la sua prima raccolta di racconti, costituisce una pietra miliare nella sua carriera.
Quando, all'inizio del 1940, scrisse Tlön..., Borges era poco conosciuto al di fuori dell'Argentina. Lavorava in una biblioteca pubblica di Buenos Aires e aveva una certa fama in quanto era traduttore da inglese, francese e tedesco, poeta d'avanguardia e saggista (avendo pubblicato regolarmente su riviste argentine largamente diffuse, come El Hogar, ma anche in molti giornali più piccoli, come Sur, la pubblicazione curata da Victoria Ocampo dove il racconto venne stampato per la prima volta). Nei due anni precedenti lo scrittore aveva attraversato un periodo difficile, con la morte del padre nel 1938 e un incidente occorsogli il giorno di Capodanno del 1939: Borges era rimasto ferito alla testa e, mentre la ferita veniva curata, aveva rischiato di morire per una setticemia.
Prima della morte di suo padre e del suo stesso incidente, Borges aveva già manifestato la tendenza a scrivere con uno stile tipico della narrativa fantastica. La sua Storia universale dell'infamia, pubblicata nel 1935, usava uno stile di scrittura barocco e la tecnica narrativa tipica dei racconti di fantasia per descrivere sette storici roghi. Si andava da Lo spaventoso redentore Lazarus Morell - che promise libertà agli schiavi del Sud degli Stati Uniti, ma portò loro solo morte, a L'incivile maestro di cerimonie Kotsuké no Suké, la storia della figura centrale nella saga dei 47 Ronin, noto anche come Kira Kozuke-no-Suke Yoshinaka. Borges ha anche scritto diversi intelligenti "falsi" letterari camuffati da traduzioni di autori come Emanuel Swedenborg. Il ricovero in ospedale a causa dell'incidente fu il punto di svolta per il suo passaggio definitivo alla narrativa.
Diversi di questi racconti di fantasia, in particolare Tlön, Uqbar, Orbis Tertius e Pierre Menard, autore del Chisciotte, pubblicati dieci mesi prima nella rivista "Sur", e inclusi pure nel "Giardino dei sentieri che si biforcano", potevano essere scritti solo da un autore con notevole esperienza nel campo della saggistica. In queste opere Borges applica il suo stile saggistica a soggetti prevalentemente immaginari. La sua erudizione è evidente in questi racconti di narrativa come in altre sue opere di natura diversa.
Buenos Aires era, a quel tempo, un fiorente centro intellettuale. Circoli letterari e intellettuali come il Gruppo Florida (detto anche gruppo Martìn Fierro), del quale Borges faceva parte, e il politicamente rivale gruppo Boedo, si consideravano alla stessa stregua dei circoli parigini. In contrasto con un continente europeo coinvolto nella Seconda guerra mondiale e vicino a essere completamente dominato da regimi totalitari, l'Argentina, e Buenos Aires in particolare, fioriva artisticamente e intellettualmente.
Nonostante ciò, con il riemergere della Francia dopo la guerra, Parigi si riaffermò come centro intellettuale, mentre Buenos Aires durante il regime di Juan Perón, e con i successivi regimi militari, languiva culturalmente, mandando in esilio molti dei suoi più importanti intellettuali.
Il primo volume di racconti di Borges non ebbe i riconoscimenti che molti, nel suo entourage, si aspettavano. Victoria Ocampo dedicò gran parte del volume della rivista Sur del luglio 1941 alla "Riparazione a Borges"; numerosi scrittori famosi e critici letterari argentini e di lingua ispanica intervennero contribuendo a dare all'opera letteraria una notorietà paragonabile a quella che avrebbe avuto vincendo un premio letterario.
Nei successivi decenni "Tlön, Uqbar, Orbis Tertius" e le altre opere fantastiche di Borges di quel periodo ebbero un ruolo chiave nell'affermarsi della letteratura latino-americana nel panorama letterario internazionale. Borges divenne molto conosciuto a livello mondiale più come scrittore di brevi racconti molto originali piuttosto che come poeta e saggista.

## La vicenda editoriale
Come già detto, Tlön, Uqbar, Orbis Tertius apparve per la prima volta, in lingua spagnola, sulla rivista Sur, nel 1940. Il racconto venne poi incluso nella raccolta Il giardino dei sentieri che si biforcano (1941), confluita poi nel 1944 in Finzioni.
In Italia venne pubblicato per la prima volta nel 1955, nella raccolta Finzioni, da Einaudi; la traduzione è opera di Franco Lucentini.

## Nomi e progetti che derivano dal racconto
- Axaxaxas mlö è il titolo di un libro immaginario menzionato in un altro breve racconto di Borges La biblioteca di Babele.
- hlör u fang axaxaxas mlö, che deriva dal linguaggio di Tlön descritto nel racconto, è il titolo di un pezzo di musica da camera per clarinetto, violino, violoncello e piano del compositore colombiano Diego Vega, che nel 2004 ha vinto il Premio Nazionale di Composizione Musicale, assegnato dal Ministero della Cultura della Colombia.[12]
- Tlön Uqbar, è il nome di un progetto musicale congiunto tra le band francesi Internal Fusion e Désaccord Majeur. Il loro album La Bola Perdida è stato pubblicato nel 1999 dall'etichetta olandese Staalplaat.
- Uqbar è il nome di un browser per la biblioteca di e-book Progetto Gutenberg.
- Uqbar è anche il nome di un esempio del gioco Lexicon, che è basato sul lavoro di Borges.
- Prigionieri dell'Uqbaristan, racconto di Chris Nakashima-Brown che rappresenta Borges ed è molto influenzato dalla filosofia di Tlön.
- Codex Seraphinianus, una finta enciclopedia realizzata da Luigi Serafini, descrive un mondo surreale soltanto attraverso disegni, utilizzando un alfabeto inventato ed una lingua indecifrabile.
- "Sopravvissuti al disastro" è un episodio del fumetto Doom Patrol scritto da Grant Morrison, dove un mondo fittizio, Orqwith, cerca di sostituirsi al mondo "reale".
- Tlon è il nome di un progetto filosofico italiano, fondato da Maura Gancitano e Andrea Colamedici, attivo come scuola di filosofia e casa editrice (tra i suoi autori Frank Bidart, Premio Pulitzer per la poesia 2018, Daniel Goleman, G. I. Gurdjieff, Franco Bolelli).